# Le Mesnil-Auzouf
Le Mesnil-Auzouf és un municipi francès situat al departament de Calvados i a la regió de Normandia. L'any 2007 tenia 299 habitants.

## Demografia

### Població
El 2007 la població de fet de Le Mesnil-Auzouf era de 299 persones. Hi havia 120 famílies de les quals 32 eren unipersonals (20 homes vivint sols i 12 dones vivint soles), 36 parelles sense fills, 36 parelles amb fills i 16 famílies monoparentals amb fills.
La població ha evolucionat segons el següent gràfic:
Habitants censats

### Habitatges
El 2007 hi havia 154 habitatges, 121 eren l'habitatge principal de la família, 11 eren segones residències i 22 estaven desocupats. 151 eren cases i 3 eren apartaments. Dels 121 habitatges principals, 88 estaven ocupats pels seus propietaris, 27 estaven llogats i ocupats pels llogaters i 6 estaven cedits a títol gratuït; 2 tenien una cambra, 4 en tenien dues, 20 en tenien tres, 33 en tenien quatre i 62 en tenien cinc o més. 62 habitatges disposaven pel capbaix d'una plaça de pàrquing. A 59 habitatges hi havia un automòbil i a 51 n'hi havia dos o més.

### Piràmide de població
La piràmide de població per edats i sexe el 2009 era:
| Homes | Edats   | Dones |
| ----- | ------- | ----- |
| 0     | 95 o +  | 0     |
| 0     | 90 a 94 | 0     |
| 0     | 85 a 89 | 8     |
| 0     | 80 a 84 | 0     |
| 8     | 75 a 79 | 12    |
| 0     | 70 a 74 | 0     |
| 8     | 65 a 69 | 12    |
| 8     | 60 a 64 | 4     |
| 0     | 55 a 59 | 0     |
| 16    | 50 a 54 | 0     |
| 8     | 45 a 49 | 12    |
| 8     | 40 a 44 | 12    |
| 4     | 35 a 39 | 8     |
| 16    | 30 a 34 | 0     |
| 8     | 25 a 29 | 16    |
| 12    | 20 a 24 | 12    |
| 12    | 15 a 19 | 8     |
| 12    | 10 a 14 | 8     |
| 12    | 5 a 9   | 8     |
| 4     | 0 a 4   | 4     |

## Economia
El 2007 la població en edat de treballar era de 190 persones, 137 eren actives i 53 eren inactives. De les 137 persones actives 124 estaven ocupades (72 homes i 52 dones) i 13 estaven aturades (4 homes i 9 dones). De les 53 persones inactives 19 estaven jubilades, 17 estaven estudiant i 17 estaven classificades com a «altres inactius».

### Ingressos
El 2009 a Le Mesnil-Auzouf hi havia 138 unitats fiscals que integraven 335,5 persones, la mediana anual d'ingressos fiscals per persona era de 15.551 €.

### Activitats econòmiques
Els 2 establiments que hi havia el 2007 eren d'empreses de comerç i reparació d'automòbils.
L'únic servei als particulars que hi havia el 2009 era un taller de reparació d'automòbils i de material agrícola.
L'any 2000 a Le Mesnil-Auzouf hi havia 16 explotacions agrícoles que ocupaven un total de 432 hectàrees.

## Poblacions més properes
El següent diagrama mostra les poblacions més properes.